# Deserto de Gobi

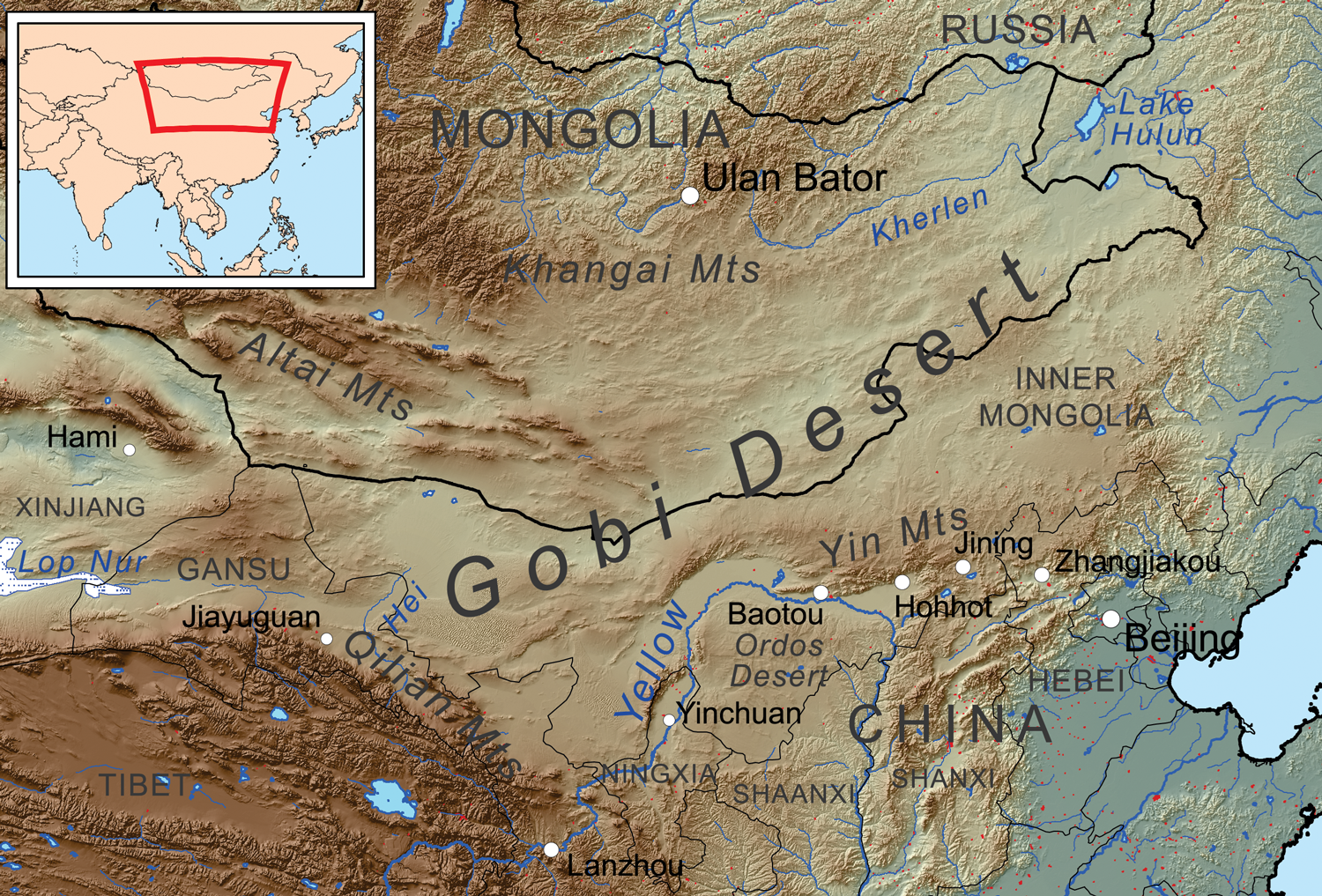
Mapa de localização.

O Deserto de Gobi é um extenso deserto situado na região norte da República Popular da China e região sul da Mongólia. A palavra Gobi significa deserto, em mongol. Está entre os 5 maiores desertos do mundo, sendo o deserto de Gobi o 5º.
Gobi tem as seguintes dimensões: 1600 km de leste a oeste e 800 km de sul a norte, ocupando uma de área de 1.295.000 em km², mais ou menos o tamanho do estado brasileiro do Pará. A média da temperatura anual é de −2,5 °C a +2,8 °C e os valores extremos chegaram a 38,0 °C e −43 °C em uma região, e 33,9 °C e −47 °C em outra. É o deserto arenoso mais setentrional de todos, e lar de alguns animais raros tais como o camelo-bactriano (de duas corcovas) e o raríssimo cavalo-de-przewalski.
Suas areias foram pela primeira vez percorridas e descritas por um ocidental no ano de 1275, na famosa viagem de Marco Polo junto ao pai e um tio, a Pequim.

## Paleontologia

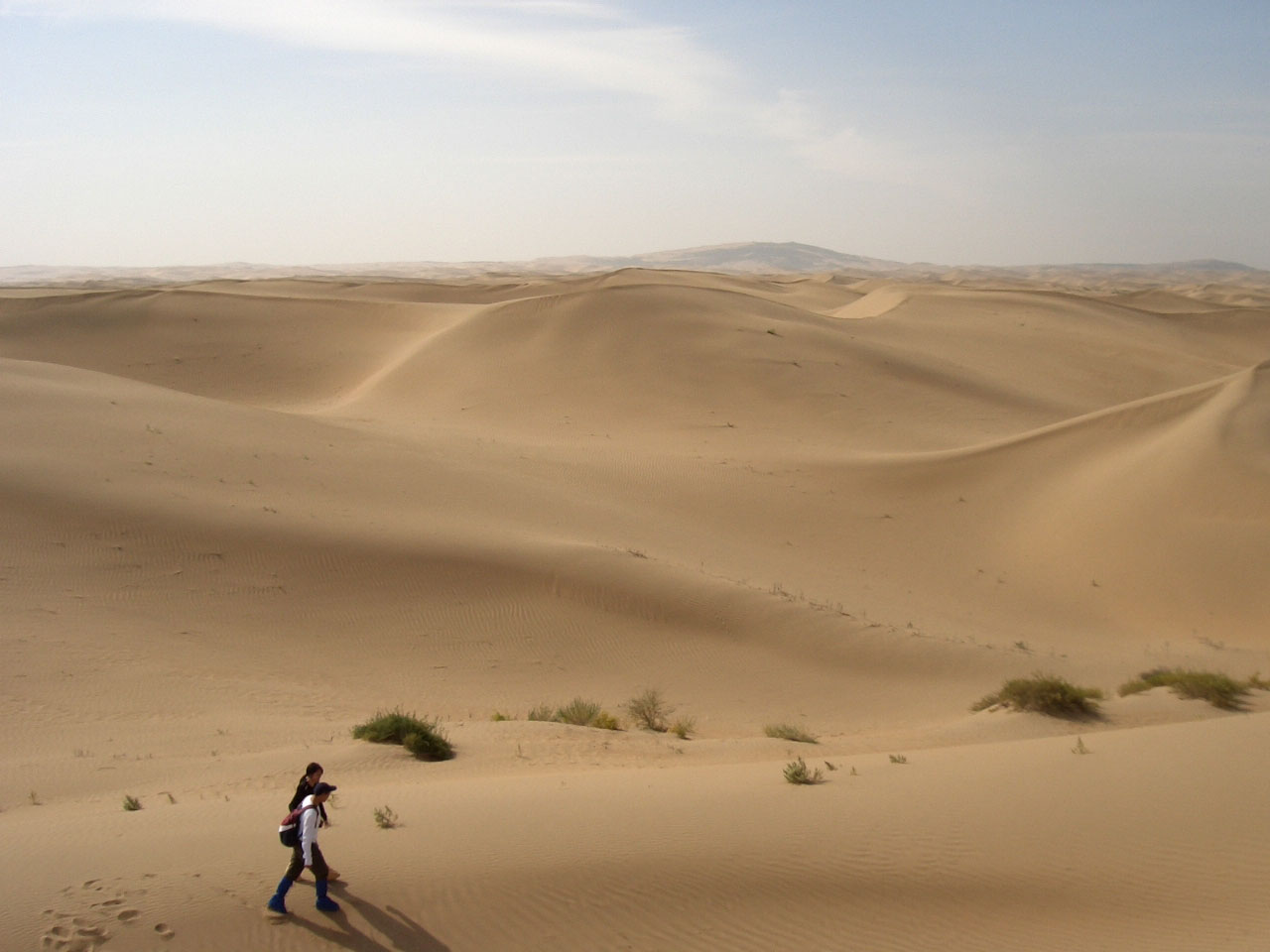
Deserto no interior da Mongólia.

O deserto de Gobi é conhecido no mundo da Paleontologia pela riqueza e qualidade das suas jazidas fósseis, onde foram descritas pela primeira vez muitas espécies de dinossauros. É considerado um dos maiores sítios paleontológicos do mundo, com fósseis petrificados a céu aberto.[carece de fontes?]
Em 1993, foram retirados fósseis de 67 dinossauros (incluindo um embrião fossilizado), lagartos e mamíferos.[carece de fontes?]
Em 2006, uma equipe do paleontologista Jack Horner encontrou 67 esqueletos de psitacossauro, além dos 30 coletados no ano anterior.[carece de fontes?]

## Tempestades de areia

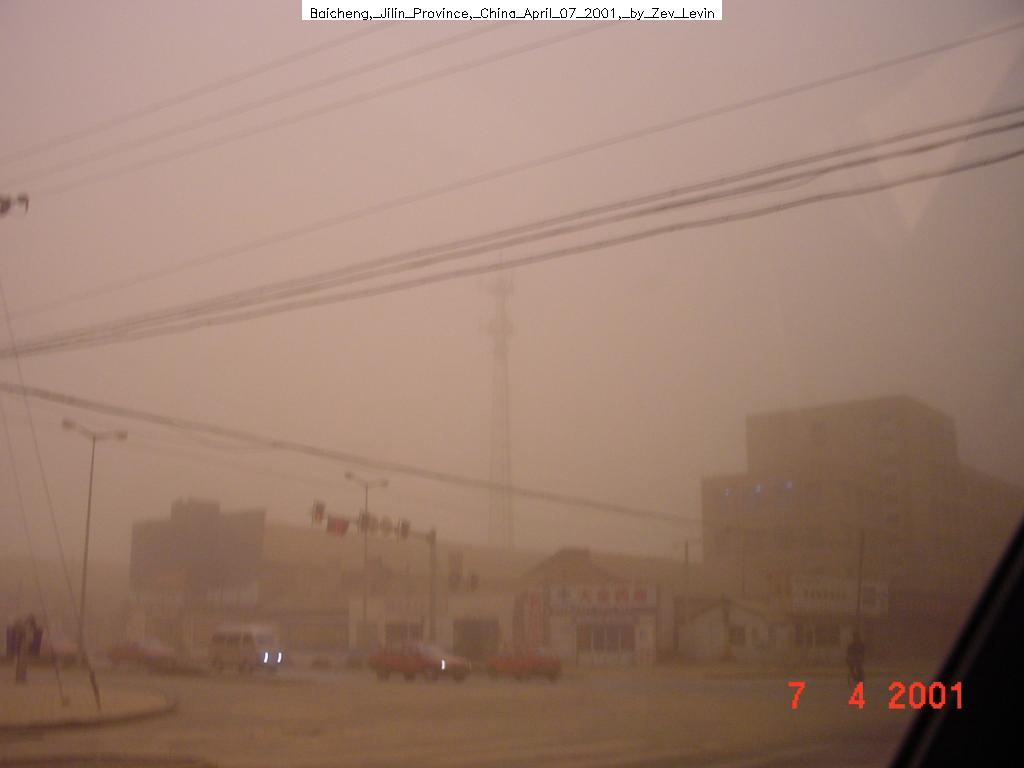
A tempestade de 2001, em Baicheng.

As tempestades de areia oriundas dos desertos são não apenas um fenômeno meteorológico, que afeta o clima tanto pela absorção quanto pela refração da radiação solar pelas partículas em suspensão — também afetam a vida, muitas vezes associadas as doenças que afetam desde seres marinhos quanto a animais terrestres e pessoas. As tempestades de Gobi são especialmente afetadas por agregar elementos poluentes das áreas industrializadas e populosas que atravessam.
A tempestade vinda de Gobi em abril de 1988 percorreu milhares de quilômetros, carregando finos sedimentos de areia e da área industrial chinesa, atravessando o Oceano Pacífico até atingir 25% da América do Norte (Canadá e EUA). O fenômeno foi registrado novamente em 2001, desta feita com o acompanhamento por satélites pela NASA.
Esta tempestade, em abril de 2001, teve sua origem identificada na Sibéria, os ventos carregaram partículas dos desertos de Gobi, na Mongólia, e de Taklamakan, na China, formando uma nuvem com mais de 2000 km de extensão. Esta nuvem tomou a cidade de Baicheng, e depois cobriu o Japão e Coreia do Norte, chegando enfim à América, indo do Alasca até a Flórida, trazendo areia e contaminantes.
Num estudo científico de 2004 realizado por universidades da China e de Hong Kong constatou-se que amostras de partículas de três tempestades distintas continham, além dos elementos típicos do solo, elementos orgânicos como fenantreno, fluoranteno, pireno, benzopireno, benzofluoranteno, perileno, antraceno e outros — derivados tanto da emissão de derivados do petróleo quanto de elementos vegetais cerosos, provavelmente decorrente do atrito das partículas com a vegetação.

## Energias limpas
Na parte chinesa do deserto esta localizado o Parque eólico de Gansu, inaugurado em 2009, o maior parque eólico do mundo.